# Девочка летом
«Девочка летом» — песня рок-группы «Калинов Мост» в жанре блюз-рок, первоначально вышедшая на их дебютном альбоме 1987 года. Песня была написана Дмитрием Ревякиным в мае 1986 года в Новосибирске. В качестве музыкальной основы была взята песня «Sensitive Kind» американского блюзового музыканта Джей-Джей Кейла. Слова написаны Дмитрием Ревякиным.

## История песни
Как написал Александр Кушнир в своей книге «100 магнитоальбомов советского рока», весной 1986 года тогдашний гитарист группы Калинов Мост Дмитрий Селиванов принес домой Дмитрию Ревякину плёнку, с одной стороны которой был записан Фрэнк Заппа, с другой — Джей-Джей Кейл, и сказал: «Перепиши себе музыку и сочини на какую-нибудь из мелодий текст». Выбор Ревякина пал на «Sensitive Kind» Джей Джей Кейла. Студийная версия песни была записана в 1986 году для первого магнитоальбома «Калинова Моста».
Строчка «Его отправляют солдатом на юг» — это прямой намёк афганскую войну, которую вёл в 1980-е годы Советский Союз. Песню считали антивоенной. Вскоре группа перестала исполнять песню. Песня вернулась в репертуар группы только через 5 лет.
Она также была включена в концертную пластинку «Травень», записанную в мае 1995 года, когда группа «Калинов мост» выступала на телеканале «Свежий ветер».
Некоторые меломаны любят обвинять группу «Калинов Мост» за эту композицию в плагиате. Однако, стоит отметить, что на всех без исключения изданиях музыканты указывают настоящего автора музыки.
В Новогоднюю ночь с 1999—2000, когда на «Нашем Радио» представляли «Лучшую сотню века» по версии слушателей станции, где «Девочка летом» была на 81-м месте.
Композиция вошла в саундтрек фильма «Дом Солнца».